# Harry Maync
Harry Maync,  född den 6 september 1874 i Berlin, död den 19 mars 1947 i Marburg, var en tysk litteraturhistoriker.
Maync kallades 1907 till professor i tyska språket och litteraturen vid universitetet i Bern. År 1929 flyttade han över till universitetet i Marburg. Han blev emeritus 1939.
Maync utövade flitig författarverksamhet i sitt ämne, bland annat genom de större arbetena Uhlands Jugenddichtung (1899), Eduard Mörike (1902), Die altdeutschen Fragmente von König Tirol und Fridebrant (1910), Dichtung und Kritik (1912), Detlev von Liliencron (1919), Theodor Fontane (1920), Immermann (samma år), Gottfried Keller (1923). 
Maync utgav upplagor av Uhland, Immermann, Mörike och Goethe. Han utgav även den då nyfunna Wilhelm Meisters theatralische Sendung av Goethe (1911), Kellers samlade verk (1921-22), Albrecht von Hallers dikter (1923), Die Schweiz im deutschen Geistesleben (28 band, 1922–1924) med mera. Jämte Singer utgav Maync den litteraturvetenskapliga serien "Sprache und Dichtung" (1910 ff.).